# Jarawara
I Jarawara (o anche Jaruara) sono un gruppo etnico del Brasile che ha una popolazione stimata in circa 218 individui (2010).  

## Lingua
Parlano la lingua Jaruara (codice ISO 639: JAP) facente parte della famiglia linguistica Arawan, come le lingue (della stessa famiglia) degli Jamamadi e dei Banawa-Yafi con cui comunicano facilmente, se necessario. Tuttavia, il tono e il modo di parlare è nettamente diverso, essendo lo Jarawara più veloce e meno nasale rispetto alle altre due lingue. Solo in pochi parlano portoghese fluentemente.
Il linguaggio è stato studiato in modo approfondito dai missionari linguisti Alan Vogel e Robert Dixon che hanno pubblicato diversi articoli, tesi e libri sul tema. L'ortografia Jarawara è composta da undici consonanti (b, t, k, f, s, h, m, n, r, w, y) e solo quattro vocali (a, e, i, o), lo studio fu redatto nel 1988 dai membri della Società Internazionale di Linguistica (SIL), soprattutto tenendo conto della ortografia Jamamadi, che ha lo stesso inventario fonemico.

## Insediamenti
Vivono nello stato brasiliano dell'Amazonas, in 7 villaggi nei pressi dei fiumi Juruá e Purus, vicino ai Jamamadí. Sono in gran parte agricoltori e pescatori. Il loro territorio, omologato ufficialmente, comprende un'area di 390.233 ettari e si trova nei comuni di Lábrea e Tapauá.
Gunter Kroemer, del Consiglio Indigenista Missionario (Cimi), li ha classificati come un sottogruppo del Jamamadi, ma dato che loro lingua è diversa il SIL (Società Internazionale di Linguistica, già Summer Institute of Linguistics) ha inviato una spedizione nei pressi del villaggio verificando il fatto che i  Jarawara sono un gruppo distinto che non può essere considerato un sottogruppo dei Jamamadi.

## Attività produttive
I Jarawara sono fondamentalmente agricoltori ma non disdegnano la caccia e la pesca. Coltivano soprattutto patate dolci, manioca, taro, mais, banane, ananas, zucche, angurie, anacardi e pupunha, canna da zucchero e tabacco. Producono un succo che chiamano "kona".
La manioca, uno dei principali prodotti coltivati dai Jarawara, si distingue in ben 23 varietà di cui 5 appartengono al tipo di manioca dolce. Non mancano nei campi alberi da frutto, palme, legumi, verdure, condimenti, spezie e piante officinali.
Per la pesca adottano varie tecniche tra cui l'utilizzo di veleno per i pesci ricavato dal kona e che chiamano tingui.